# Coppa Libertadores 2019 (calcio a 5 femminile)
La Coppa Libertadores femminile 2019 è la 7ª edizione del torneo continentale riservato ai club di calcio a 5 femminili vincitori nella precedente stagione del massimo campionato delle federazioni affiliate alla CONMEBOL. La competizione si è giocata dal 1º all'8 dicembre 2019.

## Squadre partecipanti
Tutte le nazioni che partecipano schierano una sola squadra, per un totale di 10 squadre.

### Lista
I club sono stati ordinati in base al risultato della federazione nell'edizione precedente.

| Rank | Squadra                | Urna |
| ---- | ---------------------- | ---- |
| 1/H  | Cianorte               | 1    |
| 2    | Cerro Porteño          | 1    |
| 3    | Kimberley              | 2    |
| 4    | Independiente Cali     | 2    |
| 5    | Atlantes               | 2    |
| 6    | Aviced                 | 2    |
| 7    | Peñarol                | 3    |
| 8    | Coquimbo Unido         | 3    |
| 9    | UNMSM                  | 3    |
| 10   | Estudiantes de Caracas | 3    |

Note
- (TH) Squadra campione in carica
- (H) – Squadra ospitante

### Formula
Le 10 squadre si affrontano in due gironi da cinque, sorteggiati il 20 novembre. Le prime due di ogni girone accedono alla fase finale ad eliminazione diretta, le terze disputano la finale per il 5º posto, le quarte per il 7º posto e le quinte per il 9º posto.

## Fase a gironi

### Gruppo A
| Squadra            | P.ti | G | V | N | P | GF | GS | DR  |
| ------------------ | ---- | - | - | - | - | -- | -- | --- |
| Cianorte           | 12   | 4 | 4 | 0 | 0 | 39 | 2  | +37 |
| Independiente Cali | 7    | 4 | 2 | 1 | 1 | 22 | 13 | +9  |
| UNMSM              | 7    | 4 | 2 | 1 | 1 | 16 | 20 | -4  |
| Coquimbo Unido     | 1    | 4 | 0 | 1 | 3 | 6  | 21 | -15 |
| Aviced             | 1    | 4 | 0 | 1 | 3 | 12 | 39 | -17 |

### Gruppo B
| Squadra                | P.ti | G | V | N | P | GF | GS | DR  |
| ---------------------- | ---- | - | - | - | - | -- | -- | --- |
| Peñarol                | 10   | 4 | 3 | 1 | 0 | 13 | 8  | +5  |
| Kimberley              | 8    | 4 | 2 | 2 | 0 | 19 | 7  | +12 |
| Estudiantes de Caracas | 6    | 4 | 2 | 0 | 2 | 7  | 9  | -2  |
| Cerro Porteño          | 4    | 4 | 1 | 1 | 2 | 12 | 11 | +1  |
| Atlantes               | 0    | 4 | 0 | 0 | 4 | 2  | 18 | -16 |

## Fase ad eliminazione diretta

### Tabellone
|  | Semifinali         | Semifinali         | Semifinali         |                    |          | Finale          | Finale          | Finale          |  |
|  |                    |                    |                    |                    |          |                 |                 |                 |  |
|  | Cianorte           | Cianorte           | 4                  |                    |          |                 |                 |                 |  |
|  | Cianorte           | Cianorte           | 4                  |                    |          |                 |                 |                 |  |
|  | Kimberley          | Kimberley          | 3                  |                    |          |                 |                 |                 |  |
|  | Kimberley          | Kimberley          | 3                  |                    | Cianorte | Cianorte        | 2               |                 |  |
|  |                    |                    |                    |                    | Cianorte | Cianorte        | 2               |                 |  |
|  |                    |                    | Independiente Cali | Independiente Cali | 0        |                 |                 |                 |  |
|  | Peñarol            | Peñarol            | Independiente Cali | Independiente Cali | 0        | 3               |                 |                 |  |
|  | Peñarol            | Peñarol            |                    |                    |          | 3               |                 |                 |  |
|  | Independiente Cali | Independiente Cali | 6                  |                    |          | Finale 3º posto | Finale 3º posto | Finale 3º posto |  |
|  | Independiente Cali | Independiente Cali | 6                  |                    |          |                 |                 |                 |  |
|  |                    |                    |                    |                    |          |                 |                 |                 |  |
|  |                    |                    |                    |                    |          | Kimberley       | Kimberley       | 4               |  |
|  |                    |                    |                    |                    |          | Kimberley       | Kimberley       | 4               |  |
|  |                    |                    |                    |                    |          | Peñarol         | Peñarol         | 2               |  |

|  | Finale 5º posto              |       |
|  |                              |       |
|  | UNMSM                        | 2 (1) |
|  | UNMSM                        | 2 (1) |
|  | Estudiantes de Caracas (dcr) | 2 (3) |
|  | Estudiantes de Caracas (dcr) | 2 (3) |

|  | Finale 7º posto     |       |
|  |                     |       |
|  | Coquimbo Unido      | 4 (1) |
|  | Coquimbo Unido      | 4 (1) |
|  | Cerro Porteño (dcr) | 4 (3) |
|  | Cerro Porteño (dcr) | 4 (3) |

|  | Finale 9º posto |    |
|  |                 |    |
|  | Aviced          | 4  |
|  | Aviced          | 4  |
|  | Atlantes        | 10 |
|  | Atlantes        | 10 |